# Січень 2002
Січень 2002 — перший місяць 2002 року, що розпочався у вівторок 1 січня та закінчився у четвер 31 січня.

## Події
- 1 січня — банкноти та монети євро стали діяти на території дванадцяти країн Європейського Союзу.
- 8 січня — дружина Майкла Джордана подала на розлучення.
- 24 січня — починаються слухання по Енрону.